# Бојана Андрић
Бојана Андрић (Београд, 11. јун 1944 — Београд, 1. април 2025) била је српска и југословенска драматуршкиња, сценаристкиња, историчарка телевизије, телевизијска уредница, ауторка и редитељка.
На запаженим филмским и телевизијским подухватима била је сценаристкиња — серија Песма, филм Шешир професора Косте Вујића... — или драматуршкиња — филм Лептирица, серија Алекса Шантић итд.
Ауторка је емисије Трезор која се емитује од 2002. године.

## Биографија
Дипломирала је драматургију на Факултету драмских уметности у Београду (некада: Академија за позориште, филм, радио и телевизију).
Каријера јој се може сагледати у четири фазе. У првој је писала властита сценарија или драматуршки уобличавала туђа; затим је као уредница пласирала у јавност друге писце и редитеље, а у трећој је радила као истраживачица и историчарка телевизије. У четвртој фази ради као комплетна телевизијска ауторка: списатељица, редитељка и водитељка.
Ауторка једне радио драме (Мој пријатељ Шарл) и више телевизијских (Далеко је Аустралија, Погрешна процена и др), коауторка ТВ драма и серија (Обичан живот са Живојином Павловићем, Песма са Оскаром Давичом, Ђорђем Лебовићем, Ж. Павловићем, Алекса Шантић са Јосипом Лешићем, Абдулахом Сидраном...).
У Играном програму Телевизије Београд од 1971. као драматуршкиња и уредница радила је на више десетина драма и драмских серија.
Од 1987. почела је да се бави историјом Телевизије Београд, а од 1993. интензивирала рад на оснивању Музеја телевизије у Србији. Од 1998. до 1999. била је коауторка посебног програма Теветека који се заснива на емисијама из архива Телевизије Београд. Суоснивачица је и извршна директорка првог Међународног фестивала филмова о људским правима Један свет у Београду, од 2001. године.
Обновила је од 2001. рад Редакције за историографију ТВБ чија је одговорна уредница, од 2005. је у пензији, али је остала на РТС да ради ауторски пројекат Трезор.
Приређивачица књиге Антологија ТВ драме и DVD издања 10 најбољих ТВ драма и Сећање на недужне жртве. Ауторка публикације Репертоар редакције драмског програма ТВБ од 1958. до 1983, књиге Водич кроз продукцију Играног програма ТВ Београд од 1958. до 1995, Нисам гледао (коаутор са Миром Оташевић). Уредница је две књиге из едиције Прилози за историју ТВБ, као и ауторка или уредница 13 изложби из историје Телевизије Београд.

## О Бојани Андрић
Знате је вероватно по серији Трезор, монументалном подухвату који је почела сама, могло би се рећи, против свих. Решила је да сачува нашу прошлост упркос општем срљању у садашњост, прошлост која се некако боље и тачније не може реконструисати него кроз телевизијску свакодневицу. Она није архивар, него историчар, Бојана је остала уметник, особа која ствара ново од старог, допуњава, уобличава, доноси ред тамо где је био хаос... Али, није само очување историје оно зашто дугујемо захвалност Бојани. Много више од тога, највећи део онога што она спасава носи духовну, уметничку и емотивну димензију која преко тих материјала, постаје опипљива, жива и потресна... Неколико сјајних сарадница, које је Бојана заразила љубављу за рат против заборава, не знају за радно време... Пчелиња вредноћа, марљива упорност и стрпљива снага слона су потребни да би се радило оно што оне раде...— Александар Мандић, Политика, 14. септембар 2013.

## Награде и признања (избор)
- Годишња награда Телевизије Београд за 1991. — за иницирање и реализацију идеја о очувању драмских и серијских емисија Играног програма ТВБ.
- Награда за ТВ критику Душан Дуда Тимотијевић за 2003. — за прегалачки рад у серији Трезор.
- Повеља Удружења новинара Србије 2008. — за рад на очувању медијске баштине.
- Плакета Југословенске кинотеке — за допринос филмској уметности, 2014.
- Награда Тања Петровић — за изузетан допринос афирмацији културе и уметности, 2016.